# Alvaro Crespi
Alvaro Crespi (Legnano, 20 maart 1955) is een voormalig Italiaans wielrenner. Hij was prof van 1978 tot 1980. Crespi behaalde in die periode geen enkele overwinning. Hij is tegenwoordig vooral bekend als teammanager van de succesvolle wielerploegen Mapei en Quick·Step - Innergetic.

## Resultaten in voornaamste wedstrijden
| Jaar | Ronde van Italië | Ronde van Frankrijk | Ronde van Spanje |
| ---- | ---------------- | ------------------- | ---------------- |
| 1978 | 42e              |                     |                  |
| 1979 |                  |                     |                  |
| 1980 | 32e              |                     |                  |

| Jaar | Milaan-San Remo |
| ---- | --------------- |
| 1978 |                 |
| 1979 | 95e             |
| 1980 | 52e             |